# Jakub Ossoliński
Jakub Ossoliński (Józef)  herbu Topór, (zm. przed 18 kwietnia 1712 roku) – chorąży mielnicki w 1696 roku, starosta drohicki w latach 1691–1695, w 1669 roku elektor z ziemi drohickiej i  w 1697 roku z ziemi mielnickiej.
Jego ojciec Zbigniew Ossoliński (zm. 1679) – podstoli ruski, kasztelan czerski. Matką  jego była Barbara Iwanoska, która po swojej  matce została  dziedziczką części fortuny Kiszków.
Po ojcu Zbigniewie  został właścicielem majątków: Rudka, Woźniki, Olędy, Niwiski i Liwki, Granne i Kobyły i od  1667 odziedziczył w pełni dobra rudzkie, gdzie mieszkał z rodziną w tamtejszym dworze i miał kilka wsi – które odstąpił pod koniec życia bratu Maksymilianowi; Woźniki, Olędy, Niwiski i Liwki (wszystkie z przyległościami) a po bezpotomnej śmierci swego wuja Piotra Iwanowskiego  został dziedzicem Grannego i Kobyły. Chorąży mielnicki, starosta drohicki,
Uzyskał on 31 sierpnia 1664 roku od króla Jana Kazimierza przywilej na odbywanie w Rudce targów w niedzielę i dwóch dorocznych jarmarków.
Zaślubił w 1666 roku Zofię Teresę Wierzbowską – córkę Władysława – wojewody brzeskokujawskiego, i Gryzeldy Żalińskiej.  Z żoną Zofią miał córki:
- Teresę Ossolińską -wydaną za Aleksandra Michała Moszyńskiego – skarbnika podlaskiego,
- Katarzynę Ossolińską – wydaną za Wojciecha Godlewskiego,
- Barbarę  Ossolińską  – wydaną za Wojciecha Oborskiego,
- Jadwigę Ossolińską – wydaną za Jana Rzewuskiego h. Krzywda – podkomorzego wendeńskiego,
- Eufrozynę Ossolińską – wydaną za Ludwika Roszkowskiego, a po jego śmierci za Pawła Sienickiego – chorążego nurskiego

Jakub Ossoliński miał oprócz córek  dwóch  synów.
Jego synami byli;
- Erazm Antoni Ossoliński (zm. po 1713) - miecznik mielnicki (1700), chorąży mielnicki (1713), podkomorzy nowogrodzki.
- Stefan Ossoliński (zm. 1750) – cześnik mielnicki, chorąży podlaski (w 1728).

Był konsyliarzem ziemi mielnickiej w konfederacji sandomierskiej 1704 roku.